# Regiunea Hodh El Gharbi
Hodh El Gharbi (arabă ولاية الحوض الغربي) este o regiune în sudul Mauritaniei cu capitala la Ayoûn el-Atroûs. Se învecinează cu regiunile Assaba la vest, Tagant la nord, Hodh Ech Chargui la est și statul Mali la sud. Un mic teritoriu al Mali „intră” în departamentul Kobenri.
Hodh El Gharbi  are 4 departmente:
- Ayoun el Atrous
- Kobenri
- Tamchekket
- Tintane